# الحنايا الرومانية طبرقة
 الحنايا الرومانية طبرقة  هو معلم أثري تونسي مصنف من قبل المعهد الوطني للتراث يقع في  ولاية جندوبة في الجنوب الغربي التونسي، تحديدا في مدينة طبرقة تم تصنيف المعلم في يوم 19 مارس 1894.